# Písníky u Roudnice
Písníky u Roudnice jsou soustavou čtyř vodních ploch vzniklých těžbou štěrkopísku nalézající se u silnice II/611 na západním okraji obce Roudnice v okrese Hradec Králové. Výměra vodních ploch jednotlivých jezer v roce 2018 činila 13,0 ha u jezera I, 6,0 ha u jezera II, 15,0 ha u jezera III a 9,0 ha u jezera IV počítáno ve směru od obce Kratonohy. V roce 2018 probíhala těžba pouze na jezerech I a IV.
Zbylá jezera II a III jsou využívána pro sportovní rybolov.

## Galerie

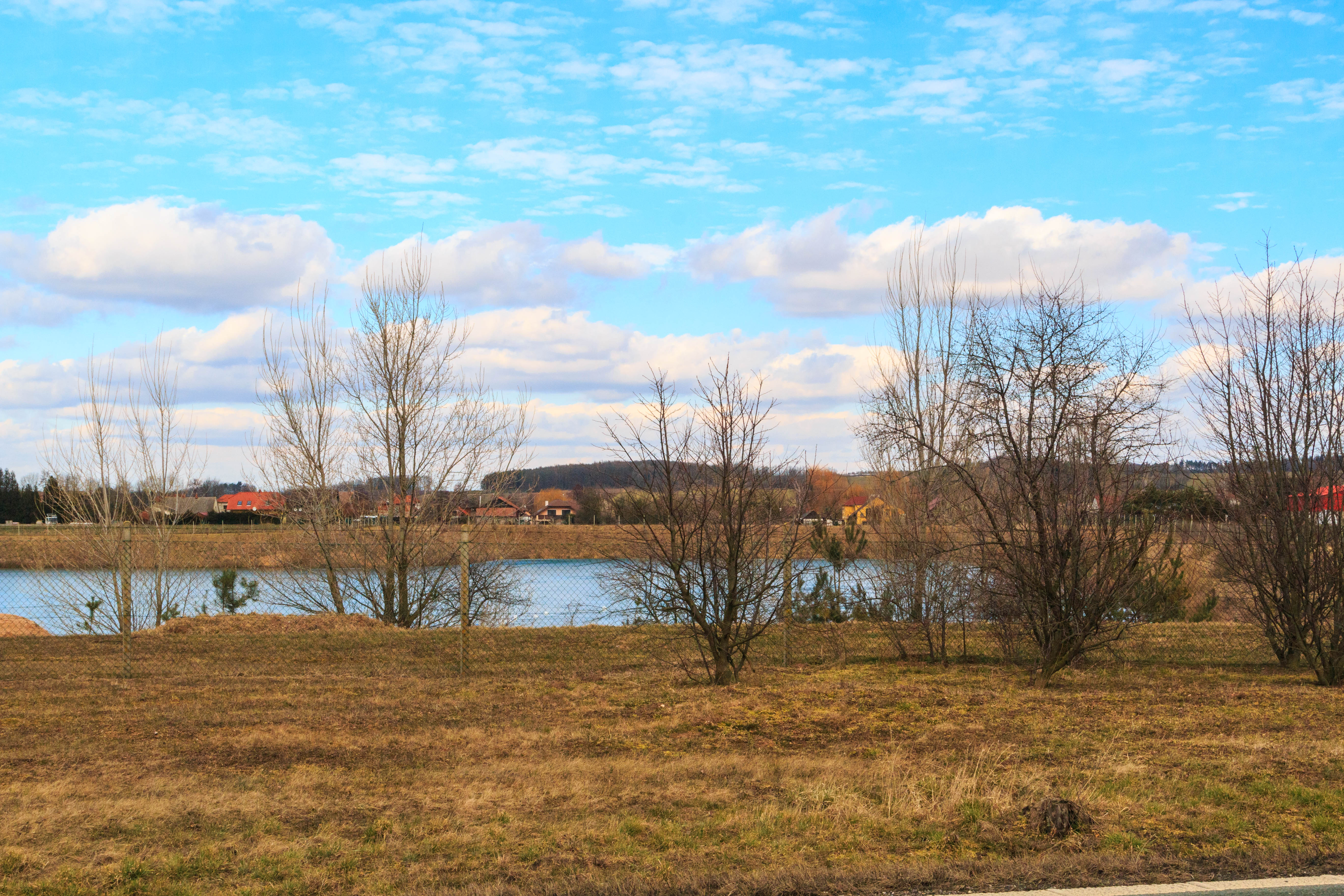
Písníky u Roudnice - jezero IV
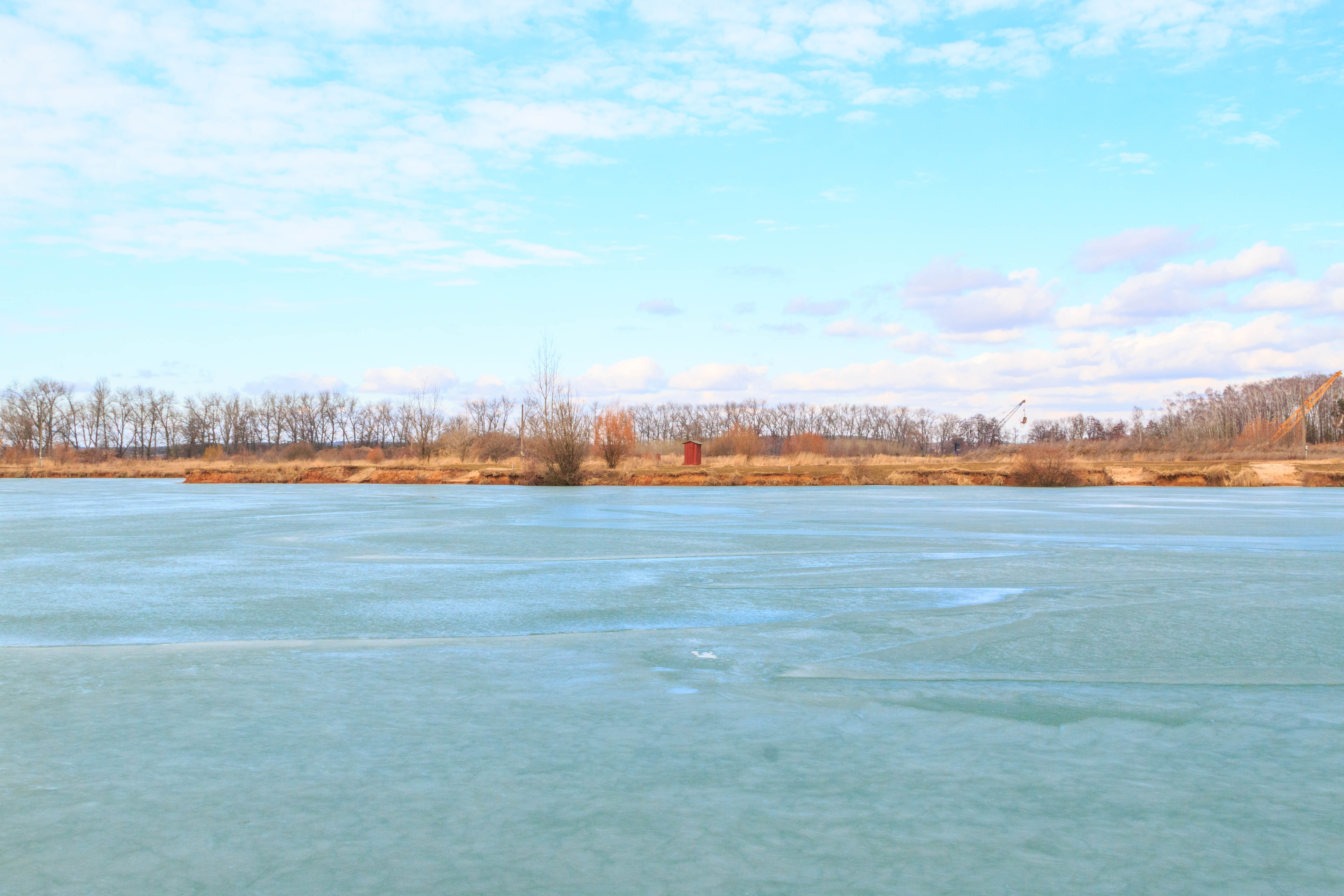
Písníky u Roudnice - jezero III
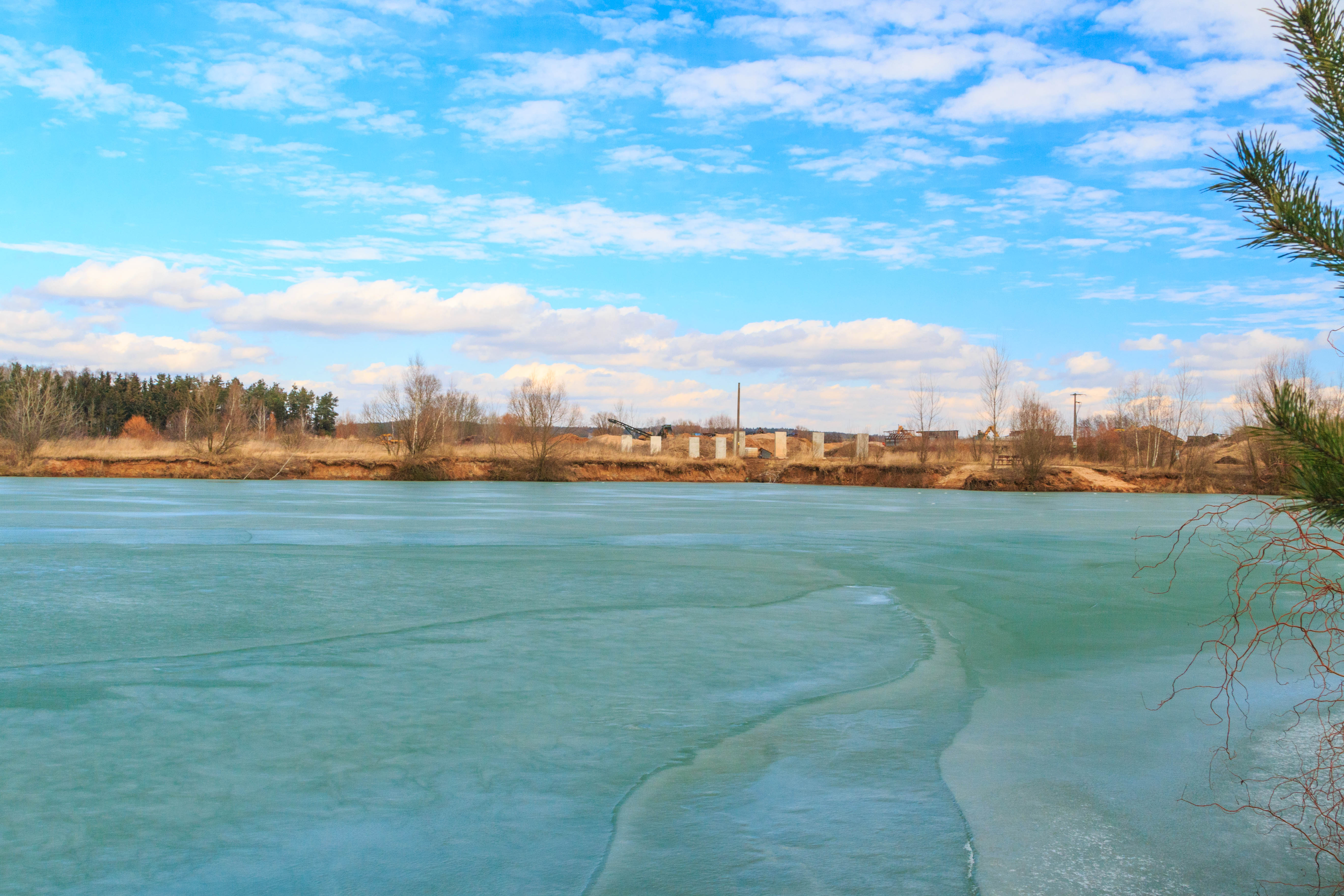
Písníky u Roudnice - jezero II
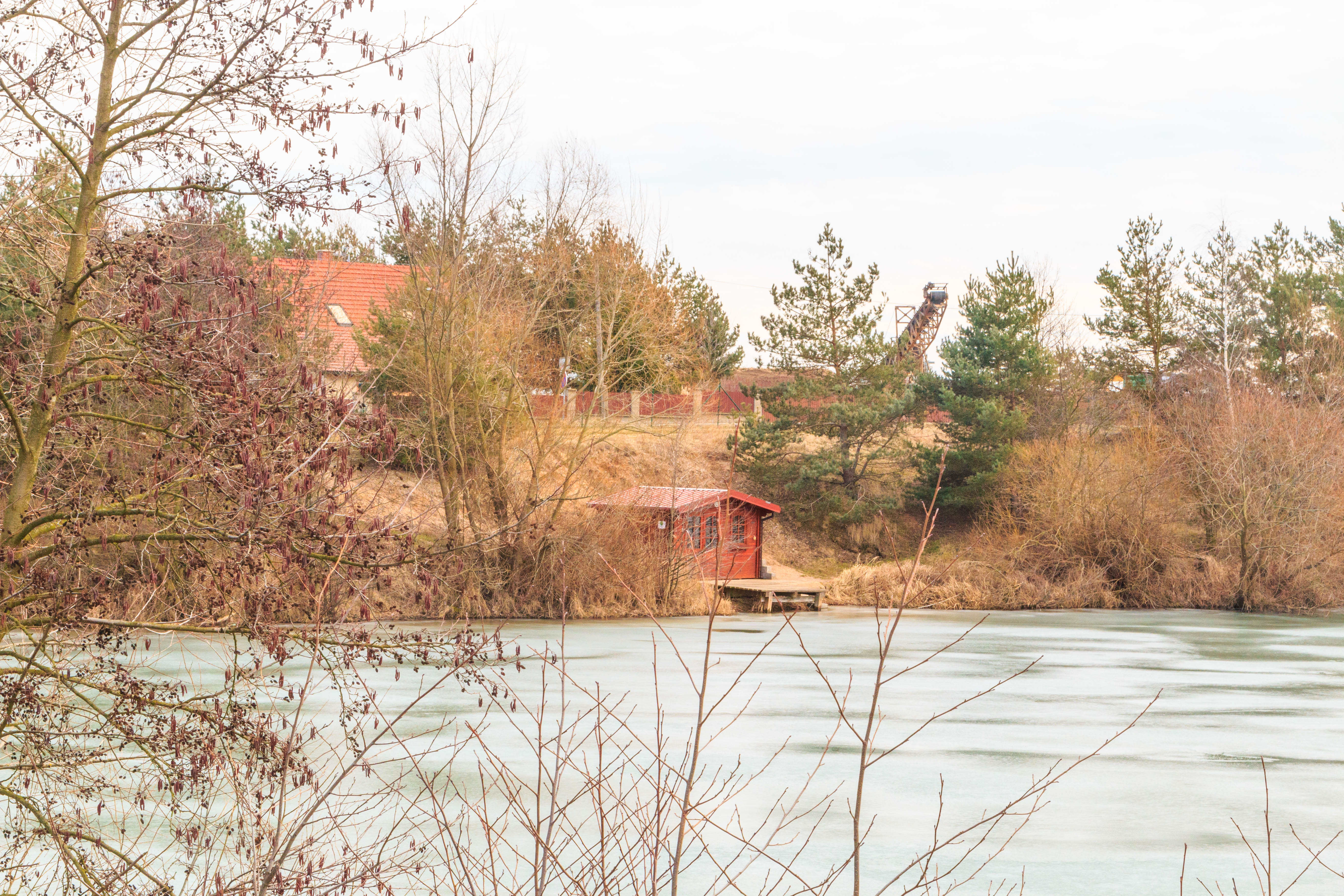
Písníky u Roudnice - jezero III